# Mesud Hotić
Mesud Hotić, bosansko-hercegovski general, * 28. januar 1913, † ?.

## Življenjepis
Hotić, pred vojno učitelj, se je leta 1941 pridružil NOVJ in KPJ. Med vojno je bil sprva politični komisar, nato pa načelnik štaba več enot.
Po vojni je bil v štabu KNOJ, učitelj na VVA JLA, načelnik oddelka v Vojaškozgodovinskem inštitutu JLA, pomočnik glavnega urednika Vojaške enciklopedije,...